# Teall-Nunatak
Der Teall-Nunatak ist ein 1190 m hoher Nunatak im ostantarktischen Viktorialand. Er ragt rund 5 km südöstlich des Hansen-Nunatak in der Entstehungszone des Reeves-Gletschers auf. 
Teilnehmer der Nimrod-Expedition (1907–1909) unter der Leitung des britischen Polarforschers Ernest Shackleton entdeckten ihn. Benannt ist er nach Jethro Teall (1849–1924), einem britischen Geologen und Petrologen.